# Муті (Естонія)
Му́ті (ест. Muti küla) — село в Естонії, у волості Торі повіту Пярнумаа.

## Населення
Чисельність населення на 31 грудня 2011 року становила 66 осіб.

## Географія
Через село проходить автошлях 5 (Пярну — Раквере — Симеру).
На південно-західній околиці села розташовані ставки (Muti tiigid).